# Anticipazione (psicologia)
L'Anticipazione è un'emozione che causa piacere, eccitazione, o ansia nel pensare ad un evento inaspettato.

L'anticipazione è il processo di speculazione immaginativa riguardo al futuro. Il cervello utilizza informazioni come la gravità, la curvatura e gli ostacoli nell'effettuare una previsione.

## Come meccanismo di difesa
Robin Skynner ha considerato l'anticipazione come una delle "modalità mature di gestire lo stress: siamo in grado di ridurre problemi di una certa difficoltà anticipandoli e preparandoci per come saremo in grado di poterli gestire". Vi sono evidenze che l'uso di meccanismi di difesa maturi (sublimazione, anticipazione), tendono ad aumentare con l'età".

## Desiderio
Essendo il sesso uno dei principali componenti cognitivi, "L'anticipazione è l'ingrediente principale nel desiderio sessuale." – il più importante elemento per il desiderio è l'anticipazione positiva". Un altro nome per l'anticipazione piacevole è eccitazione.
Più genericamente, l'anticipazione è una delle principali forze motivazionali nella vita di tutti i giorni — "il normale processo di anticipazione immaginativa, o di speculazione, riguardo al futuro".. Per poter godere della propria vita, "occorre vedere nel Tempo un mezzo in cui compiere le nostre azioni; bisogna essere in grado di soffrire i dolori e i piaceri dell'anticipazione e del rinvio".

## Nella fenomenologia
Per il filosofo fenomenico Edmund Husserl, l'anticipazione è una caratteristica essenziale dell'azione umana. "Durante ogni azione per la quale conosciamo in anticipo l'obiettivo finale, cerchiamo passo dopo passo di arrivare alla sua concreta realizzazione".
L'anticipazione può essere dimostrata in più modi; ad esempio, alcune persone tendono a sorridere in modo incontrollabile, mentre altri sembrano malate o rattristite. Non è raro che il cervello sia particolarmente focalizzato su di un determinato evento, facendo in modo che il corpo si mostri anch'esso colpito. La glossofobia (paura di salire sul palco) è una sorta di anticipazione che deriva dall'attore o dall'attrice che spera di riuscire ad esibirsi correttamente.